# Giuseppe Picano
Giuseppe Picano, né à Sant'Elia Fiumerapido dans le Latium en 1716 et mort en 1810, est un sculpteur italien.

## Biographie

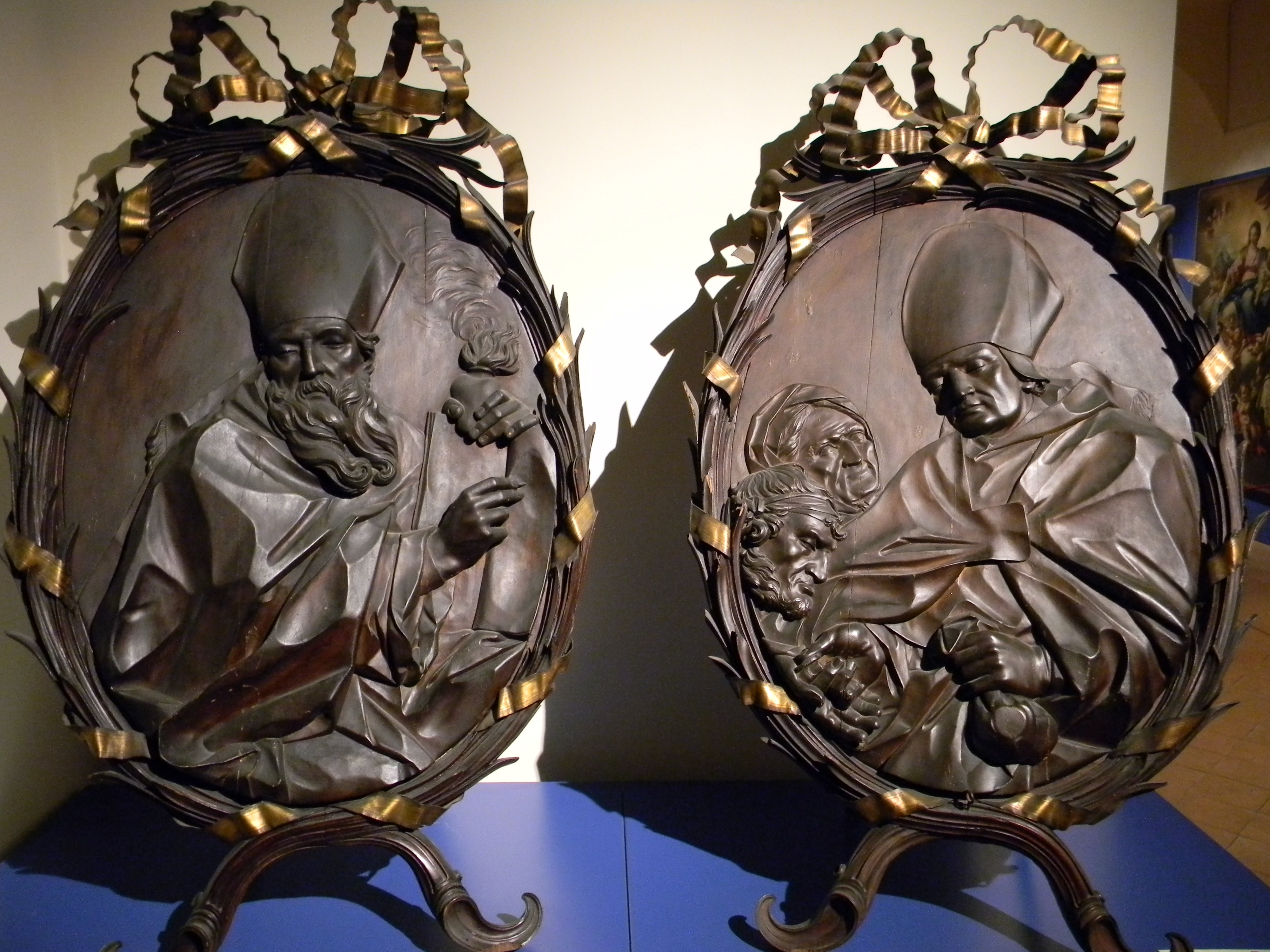
Naples, musée diocésain; Saint Augustin et Saint Thomas de Villeneuve.

Il est fils d'un artisan sculpteur, il parfait sa formation à Naples auprès de Luigi Vanvitelli et de son fils Carlo, collaborant aussi avec Giuseppe Sanmartino. Picano est actif dans sa ville natale, puis dans le royaume de Naples, utilisant pour ses œuvres, surtout religieuses, le bois en premier lieu, puis le marbre, la terre cuite, le stuc et le papier mâché
On lui attribue à Sant'Elia les statues de bois de Saint Roch et de Saint Michel Archange conservées en l'église San Sebastiano, et d'autres qui se trouvent en l'église Santa Maria la Nova représentant L'Assomption et la statue de Saint Élie.
De nombreuses églises de Naples abritent ses œuvres,  des statues de saints, dont certaines embellissent les autels, et une crèche de Noël de bois remarquable. La façade de l'église Santi Filippo e Giacomo de Naples présente deux grandes statues de Picano figurant La Foi et La Religion.